# Leopold Huber
Leopold Huber (* 20. Oktober 1955 in Harrau) ist ein österreichischer Autor, Theater- und Filmregisseur.

## Leben
Huber wurde im oberösterreichischen Mühlviertel als Sohn einer kinderreichen Bauernfamilie geboren. Er hat sieben Geschwister. In jungen Jahren ging er nach Wien. Nach der Matura an der Höheren Technischen Bundes-Lehr- und Versuchsanstalt Wien 5 Spengergasse studierte er drei Semester Psychologie und Psychiatrie an der Universität Wien. Es folgte ein Regie- und Schauspielstudium am Max Reinhardt Seminar der Hochschule für Musik und darstellende Kunst sowie ein musikdramatisches Seminar bei Marcel Prawy und Lothar Knessl im Zeitraum von 1976 bis 1979.
Von 1979 bis 1981 war er als Regieassistent am Theater St. Gallen tätig. Seit 1981 arbeitet er freischaffend als Autor, Theater- und Filmregisseur. Gemeinsam mit seiner Ehefrau, der Schauspielerin Astrid Keller, leitet er seit 1994 das See-Burgtheater in Kreuzlingen.
Mit ihr und den drei gemeinsamen Kindern lebt er heute in Altnau.

## Werke

### Theaterinszenierungen
Neben vielen Inszenierungen Kreuzlinger See-Burgtheater, inszenierte Huber bislang auch mehrere klassische Bühnenstück an anderen bekannten Theatern im deutschsprachigen Raum, u. a.:
- Woyzeck (Theater St. Gallen)
- Robinson lernt tanzen, (Stadttheater Konstanz)
- Aufzeichnungen eines Wahnsinnigen (Stadttheater Konstanz)
- Besuchszeit (Landestheater Linz)
- Heim (Uraufführung am Landestheater Linz)
- Moldaublick (Uraufführung am Landestheater Linz)
- Einen Jux will er sich machen Johann (Salzburger Landestheater)
- Das Mädl aus der Vorstadt (Salzburger Landestheater)
- Der Diener zweier Herren (Theater Ulm)
- Die Dreigroschenoper (Vereinigte Bühnen Bozen)
- Romeo und Julia (Vorarlberger Landestheater)
- Diener zweier Herren (Vorarlberger Landestheater)
- Entführung aus dem Serail (Opernfestspiele Heidenheim)

### Filmografie
- 1982: Hirnbrennen (auch Produktion)
- 1985: 24 Stunden Ulysses (Regieassistenz bei Douglas Wolfsperger)
- 1991: Mirakel (ausgezeichnet bei den Biberacher Filmfestspielen 1990)
- 1993: Vater, lieber Vater
- 1995: Jeden 3. Sonntag

### Bücher
- 1989: Zug nach Süden (Erzählung; Lenos Verlag, Basel) ISBN 978-3-85787-188-7
- 1993: HeimSuchung (dramatisches Gedicht; Edition Thanhäuser, Linz) ISBN 978-3-900986-09-4
- 2001: Lust und Frust in der Provinz. 11 Jahre Freie Theaterarbeit (Theaterbuch; Neptun Verlag, Kreuzlingen) ISBN 978-3-85820-151-5

### Hörbücher
- 1985: Aschenregen (mit Andre Jung und Charlotte Schwab)
- 1986: HeimSuchung (mit Mathias Habich)

## Auszeichnungen
Buch
- Literaturpreis des Landes Oberösterreich
- 1988: Autorenpreis des Migros-Genossenschafts-Bunds

Film
- 1983: Förderpreis des Concorde Filmverleihs, München
- Förderpreis beim Filmfestival Max Ophül, Saarbrücken
- 1. Preis Art Cinema Award CICAE-Preis
- Goldenes Einhorn beim Alpinale
- Großer Preis beim Ragazzi Filmfestival, Bellinzona
- EDI-Studienprämie
- 1991: Festival-Award in der Kategorie „Artistic Excellence“ beim Chicago International Film Festival für Mirakel sowie diverse weitere Auszeichnungen in Europa

Theater
- 2013: Thurgauer Kulturpreis[3]